# Villanueva de San Juan
Villanueva de San Juan é um município da Espanha na província de Sevilha, comunidade autónoma da Andaluzia, de área 34,65 km² com população de 1447 habitantes (2004) e densidade populacional de 41,76 hab/km².

## Demografia
| Variação demográfica do município entre 1991 e 2004 | Variação demográfica do município entre 1991 e 2004 | Variação demográfica do município entre 1991 e 2004 | Variação demográfica do município entre 1991 e 2004 |
| --------------------------------------------------- | --------------------------------------------------- | --------------------------------------------------- | --------------------------------------------------- |
| 1991                                                | 1996                                                | 2001                                                | 2004                                                |
| 1682                                                | 1610                                                | 1455                                                | 1447                                                |